# ジメチルスルホキシド
ジメチルスルホキシド (Dimethyl sulfoxide、略称 DMSO) は、有機化合物で、溶媒のひとつ。純度の高いものは無色無臭だが、長く貯蔵したものは分解物である硫黄化合物の臭気（磯の香りに似ている）を持つ。非常に吸湿性が高い。分子式 C2H6SO。
皮膚への浸透性が非常に高いことでも知られている。ジメチルスルホキシド自体は毒性は低いが、他の物質が混入している場合、その物質の皮膚への浸透が促進されるので取り扱いには注意を要する。
化学構造の観点からは、ジメチルスルホキシドは理想的なCs対称性を持つ。その他の3配位S(IV) 化合物と同じく三角錐形分子構造を有し、四面体形硫黄原子上に非結合性電子対がある。スルホキシドの硫黄-酸素結合は一般にS=Oと書き表されるが、実際は二重結合ではなく、大きく分極した単結合である。

## 用途
水とは自由な割合で混和し、多くの有機化合物や無機塩も溶解する優れた非プロトン性極性溶媒である。このため実験室レベルから工業的規模に至るまで広く溶媒として利用される。また有機合成化学分野においては、スワーン酸化などにおける酸化剤としても用いられる。
膀胱炎の治療薬として、水溶液が「RIMSO-50」というブランド名で米国やカナダなどで利用されている。これはDMSOの50 %水溶液である。国によっては、競走馬の治療にも使われる。
ジメチルスルホキシドの6つの水素を重水素に置換した重ジメチルスルホキシドはNMR測定のための重溶媒として利用される。NMR測定においては通常、水酸基の水素原子と重溶媒中の重水素原子との間でイオン交換が生じるためシグナルが平均化され、水酸基とその隣接基の水素原子との間ではカップリングが生じない。しかし、重ジメチルスルホキシドを重溶媒として用いることで水酸基のイオン交換が抑制されるため、水酸基の水素原子とその隣接基の水素原子との間のカップリングパターンを観測することが可能となる。

## 安全性
引火点 87 ℃ の可燃性液体である。皮膚や眼の温和な刺激剤である。皮膚に浸透しやすい。
日本では消防法で危険物第4類（第3石油類・水溶性）に指定されている。
潤滑油などの石油由来製品においては、英国石油協会規格のIP346法により、潤滑油基油のDMSO抽出物量が3wt％未満であれば、発がん性は懸念されないとされる。

## 生産
ジメチルスルフィドを酸素や窒素酸化物で酸化することで生産する。

## 関連文献
- 佐藤武雄「ジメチルスルホキシドの有機反応における溶媒および試薬としての応用(その1)」『有機合成化学協会誌』第23巻第9号、有機合成化学協会、1965年、768-777頁、doi:10.5059/yukigoseikyokaishi.23.768。
- 佐藤武雄「ジメチルスルホキシドの有機反応における溶媒および試薬としての応用(その2)」『有機合成化学協会誌』第23巻第10号、有機合成化学協会、1965年、867-875頁、doi:10.5059/yukigoseikyokaishi.23.867。
- 宇田尚「ジメチルスルホキシドとその関連化合物の化学 - 溶媒, 助剤, 試薬としての有機合成への応用」『有機合成化学協会誌』第27巻第10号、有機合成化学協会、1969年、909-938頁、doi:10.5059/yukigoseikyokaishi.27.909。